# Project Pitchfork
Project Pitchfork ist eine Band aus Hamburg, die 1989 gegründet wurde und seit Beginn der 1990er-Jahre zu den populärsten Vertretern im Electro-Wave-Umfeld zählt. Seit Mitte der 1990er-Jahre verzeichnet die Band auch Szene-übergreifend Erfolge und jedes seit 1994 veröffentlichte Werk erreichte die deutschen Albumcharts.
Die Band wurde zweimal für den Echo nominiert: 1998 in der Kategorie „Musik-Video des Jahres national“ und 2002 in der Kategorie „Best Alternative Act national“.

## Geschichte

### 1989–1994: Erste Erfolge in der Wave-Szene

#### Projektgründung

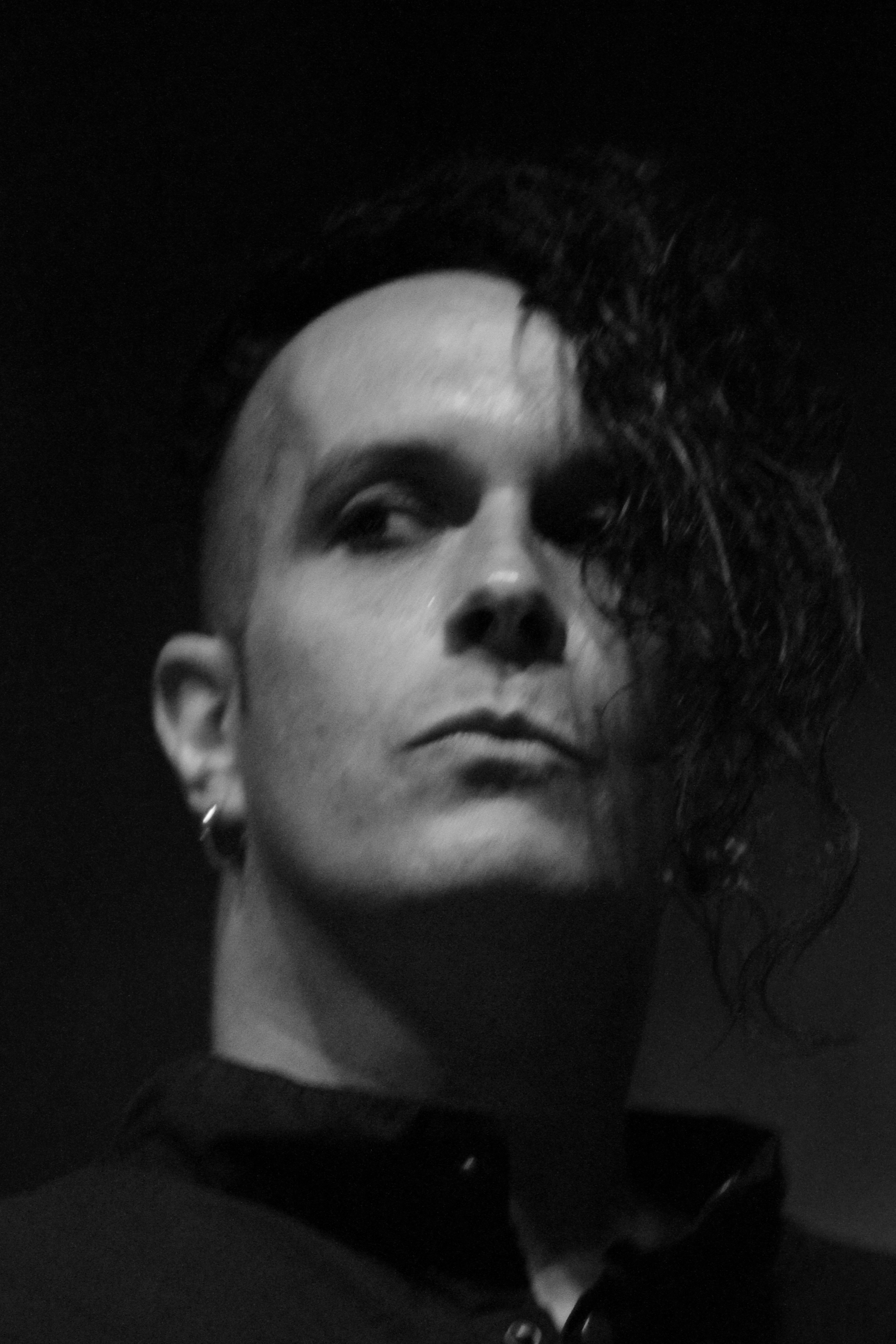
Peter Spilles, Schlüsselfigur hinter Project Pitchfork.

Die künstlerische Grundlage von Project Pitchfork bildete das Projekt Demoniac Puppets, das Peter Spilles unter diversen Pseudonymen führte und aus einem noch früheren Projekt mit dem Namen Black Planet hervorging. Auf den etwa sechs verschiedenen Audiokassetten, die Spilles veröffentlichte und in Hamburger Diskotheken verteilte, von denen jedoch nur Embryonal Thoughts (1988) und Feary Tales (1989) Bekanntheit erlangten, waren bereits Lieder und Liedgerüste enthalten, die später auf den Frühwerken „Dhyani“ und „Lam-'bras“ Verwendung fanden. Dazu gehören beispielsweise die Tracks Lie on Grass und Imaginary Product. Versatzstücke letztgenannter Songs finden sich in Go Further auf dem Album „Lam-'bras“ wieder. Ein weiterer Teil dieser Aufnahmen, wie Nightmare(s), wurde zu Beginn der 1990er-Jahre noch live gespielt bzw. einer Special Edition des 1994er Albums „IO“ beigelegt.
Dirk Scheuber verbrachte seine Jugend in der DDR und verließ diese 1986. Er und Spilles lernten sich Ende 1988 auf einem Konzert der Gruppe Girls Under Glass in Hamburg kennen und führten Demoniac Puppets bis 1989 gemeinsam weiter. Kurz darauf benannten sie das Projekt in Project Pitchfork um. Der Bandname Pitchfork (wortwörtlich „Heugabel; Mistgabel“) symbolisiert das „Aufwühlen (der Gedanken der Menschen)“ und steht für die sozialkritische Seite der Band. Der Namenszusatz Project soll verdeutlichen, dass es sich dabei um ein offenes, zielstrebiges Projekt handelt, an dem auch Gastmusiker mitwirken können. Zentrale Figur dieses Projekts ist Peter Spilles, der bereits im Alter von 14 Jahren erste musikalische Gehversuche unternahm. In seinem zeitweilig als „The Hall of Light“ betitelten Homestudio wurden die meisten Werke ausgearbeitet und vorproduziert. Dazu nutzte er in den ersten Jahren eine Roland W-30 Sampling Workstation und ab 1993 den Akai S-3000, einen digitalen 16-Bit-Stereo-Sampler. Dirk Scheuber wirkte zunächst nur selten an den Alben, wie bspw. „Dhyani“, mit. Von ihm stammen unter anderem das Stück Vietnam und der Text zu Lost Youth of a Prisoner, das die negativen Erfahrungen in Ostdeutschland verarbeitet und die Unterdrückung Andersdenkender durch autoritäre/totalitäre Regime thematisiert. Stärker wurde sein Einfluss ab dem 1997er Album „!Chakra:Red!“.
Patricia Nigiani, eigtl. Linda Patricia Nigiani Degl'innocenti, ist chinesisch-italienischer Abstammung und lebte mehrere Jahre in Saudi-Arabien, wo sie eine englische Schule besuchte. Nigiani ist multikulturell geprägt. Ihr Interesse gilt der Musik, der Bildenden Kunst und der Philosophie. Sie war mit Spilles liiert, half bei Textübersetzungen und kreierte das Coverartwork des Debütalbums („Communion“-Motiv) und der Maxi-Single „Psychic Torture“. Gesanglich aktiv wurde sie in der Band erstmals im Sommer 1991. Über Nigianis Mitgliedschaft gibt es widersprüchliche Aussagen. Obgleich sie auf den 1994er Promotion- und Presse-Fotos der Band erscheint, in früheren Interviews als Mitglied bestätigt wird und im Booklet zum Album „IO“ als Mitwirkende am Songwriting Erwähnung findet, wird ihre Beteiligung und ihr Einfluss auf das Projekt heute weitgehend dementiert.

#### Die ersten Werke
Ihr erstes Live-Konzert gaben Project Pitchfork am 15. Februar 1990 in der Hamburger Diskothek „Kir“. Dort lernten sie den Resident-DJ und zukünftigen Produzenten Matthias Rewig kennen. In den NHB Studios der Hansestadt produzierte dieser die erste Veröffentlichung der Band, die 9-Track-Demo-Kassette „K.N.K.A.“ (ein Akronym der Textzeile „Killing Nature, Killing Animals“), die im August 1990 erschien. Rewig vermittelte die Band anschließend an den Alster Musikverlag (AMV Talpa) weiter. Ihren ersten regulär erhältlichen Titel veröffentlichten Project Pitchfork im November gleichen Jahres auf der Compilation „German Mystic Sound Sampler Volume I“. Darauf vertreten sind sie mit einer Alternative-Version des Songs 2nd Step.
Nach einigen Konzerten wurde das Nürnberger Plattenlabel Hypnobeat Records auf die Band aufmerksam. Dort veröffentlichten Pitchfork im März 1991 ihr Debüt-Album „Dhyani“, das sie aufgrund des geringen Budgets in nur drei Tagen aufgenommen hatten. Einige Songs des Demo-Tapes „K.N.K.A.“ wurden dafür in überarbeiteten Versionen übernommen. Der Name des Albums geht auf Venerable Dhyani Ywahoo alias Pema Sangzin Khandro, der Initiatorin der „Sunray Meditation Society“, einer kontemplativen Gemeinschaft des tibetischen Buddhismus in Bristol, Vermont, USA, zurück. Schon mit diesem Erstlingswerk erlangte das Duo den Status eines der erfolgversprechendsten Newcomer der ausklingenden Electro-Wave-Bewegung der frühen 1990er-Jahre. Von „Dhyani“ wurden innerhalb kurzer Zeit etwa 7.000 Exemplare verkauft. Beeinflusst zeigten sich Pitchfork seinerzeit durch Gruppen wie The Human League, Ultravox, OMD, Alien Sex Fiend, The Invincible Spirit, Invisible Limits, Dead Can Dance, Einstürzende Neubauten, Test Dept. aber auch Jean Michel Jarre.
Eine Kategorisierung als Gothic-Band lehnten Project Pitchfork ab. Sie selbst umschrieben ihre Musik als „positiv-mystische Attacke auf den Electro Wave“.

„Gothic ist für mich so etwas wie die frühen Christian Death oder ähnliches aus diesem Bereich. Dazu würden wir uns nicht zählen.“

Im April 1991 gingen Pitchfork zusammen mit Girls Under Glass auf Deutschland-Tour. Weitere Auftritte mit Gruppen wie Love Like Blood, yelworC und Das Ich folgten. In dieser Zeit sang Patricia Nigiani ihren ersten Song Comedy of Life ein, der im September gleichen Jahres auf der Single „Precious New World“ erschien. Die Single wurde in einer schwarzen, auf 500 Einheiten limitierten Box zusammen mit einem Logo-Sticker und einem Bandfoto verteilt. Die MCD „Psychic Torture“, die neben Precious New World und einem Remix zu K.N.K.A. auch zwei neue Songs enthält, folgte einen Monat später. Nach einem Konzert in Hamburg war eine Zusammenarbeit mit Tommi Stumpff geplant, die aufgrund vertraglicher Bindungen jedoch nicht realisiert werden konnte. Am 27. September absolvierte die Band einen Auftritt zusammen mit Pink Turns Blue, The Fair Sex und In the Nursery beim „1. Night of Darkness“-Festival in der Kulturfabrik Krefeld. Am 11. Oktober war sie zusammen mit X Marks the Pedwalk im Haus der Einheit (heute Kraftwerk e. V.) in Chemnitz zu sehen. Dabei kam es zu einem Übergriff durch rechtsextreme Skinheads, die den Konzertraum während der Abbauarbeiten stürmten und Mitglieder beider Bands (sowohl Dirk Scheuber als auch Jörg Böhme von X Marks the Pedwalk) tätlich angriffen und verletzten. Die Polizei schritt nicht ein. Der letzte Auftritt dieses Jahres fand am 29. Dezember in der Frankfurter Batschkapp zusammen mit Love Is Colder Than Death statt.

#### Etablierung in den Clubs
Im Februar 1992 erschien das zweite Album „Lam-'bras“ („Weg und Erkenntnis“). Der darauf vertretene Titel Conjure entwickelte sich zu einem Hit. Ein dazugehöriger Clip wurde auf dem Video „Va I Luce Eno Nol Si Unir“ veröffentlicht. Den Track Floating Dolphins sang Patricia Nigiani ein. Er repräsentiert den Beginn des bald darauf realisierten Seitenprojekts Aurora. Ein weiterer, früher Song dieses Projekts ist Crusaders, der in einer Demo-Version auf der Compilation „040 – Hamburg Strikes Back!“ erschien. Ebenfalls darauf enthalten ist eine Demo-Aufnahme des Pitchfork-Songs Inside als „Cellar Version 1988“. Im April gingen Pitchfork erneut auf Tour und nahmen zusammen mit And One und Oomph! an einem Festival des Veranstalters Moonchild am 18. April in Leipzig teil. Auf dieser Tour wurden Project Pitchfork von der Gruppe Trial begleitet, die den Support übernahm. Ein weiterer Auftritt folgte am 23. August zusammen mit Placebo Effect im Rahmen der Documenta IX in Kassel. Am 25. September spielte die Band ihr erstes internationales Konzert in Brüssel, Belgien.
Das dritte Album „Entities“ wurde im Oktober 1992 veröffentlicht. Die Erstauflage erschien in einem auf 1.000 Stück limitierten Boxset mit Bonus-CD im 3"-Format, auf der die bis dahin unveröffentlichten Songs Nightmare (Live '91) und A Journey Through the Psychonetic Dimension enthalten waren. Da sämtliche Songs des Albums durch kurze Instrumentalstücke verbunden sind (auf dem Inlay als „Mirror Parts“ bezeichnet) und Pausen gänzlich fehlen, lehnte die Band eine Veröffentlichung auf Vinyl ab. Für die Tracks Ocean of Whispers und Souls übernahm Patricia Nigiani den Begleitgesang. Im November veröffentlichten Hyperium/Hypnobeat Records die Label-Compilation „Hy! From Hypnotic to Hypersonic“. Darauf sind Pitchfork mit der Original-Version von Caught in the Abattoir vertreten. Eine Neuaufnahme dieses Titels findet sich auf der EP „Souls/Island“. Zu den Höhepunkten des Jahres 1992 zählten die Auftritte auf dem „Dark X-mas“-Festival am 25. Dezember in der Hamburger Markthalle und am 26. Dezember in der Bonner Biskuithalle.
Im März 1993 erschien die EP „Souls/Island“ und Pitchfork beauftragten die Firma Devilock TV für einen Video-Clip zu Souls. Ursprünglich sollte dieser in einer alten Fabrikhalle gedreht werden. Devilock TV schlugen jedoch als Alternative die Gewölbe der Sparrenburg in Bielefeld vor, die anschließend als Drehort gewählt wurden; die Dreharbeiten dauerten zwei Tage. Der gleichnamige Song avancierte zwischenzeitlich zu einem Club-Hit. Gleichzeitig erschien das Debüt „The Land of Harm and Appletrees“ von Aurora, einem Gemeinschaftsprojekt von Peter Spilles und Patricia Nigiani, das die ruhigere Seite von Project Pitchfork verkörperte und durch Neoklassik-Gruppen wie In the Nursery beeinflusst war. Für dieses Album spielten Aurora den zuvor nur auf „Lam-'bras“ enthaltenen Track Floating Dolphins neu ein. Den Gesang übernahm fast ausschließlich Nigiani, während sich Spilles um die Musik kümmerte. Ein weiteres Album dieser Kooperation wurde ein Jahr später unter dem Titel „The Dimension Gate“ veröffentlicht. Für dieses Konzeptwerk hatte sich das Duo in Aurora Sutra umbenannt. Neben yelworC, Dive, Plastic Noise Experience und Numb waren Project Pitchfork am 25. April 1993 auf der „Night of Darkness“ im Augsburger Ostwerk zu sehen. Im Zuge weiterer Konzerte stellten sie außerdem das neue Projekt Aurora live vor. Zusammen mit Künstlern wie Anne Clark, Deine Lakaien und Love Like Blood nahmen Pitchfork am 12. Juni 1993 am Zillo Open Air in Durmersheim bei Karlsruhe teil.

#### Der Durchbruch

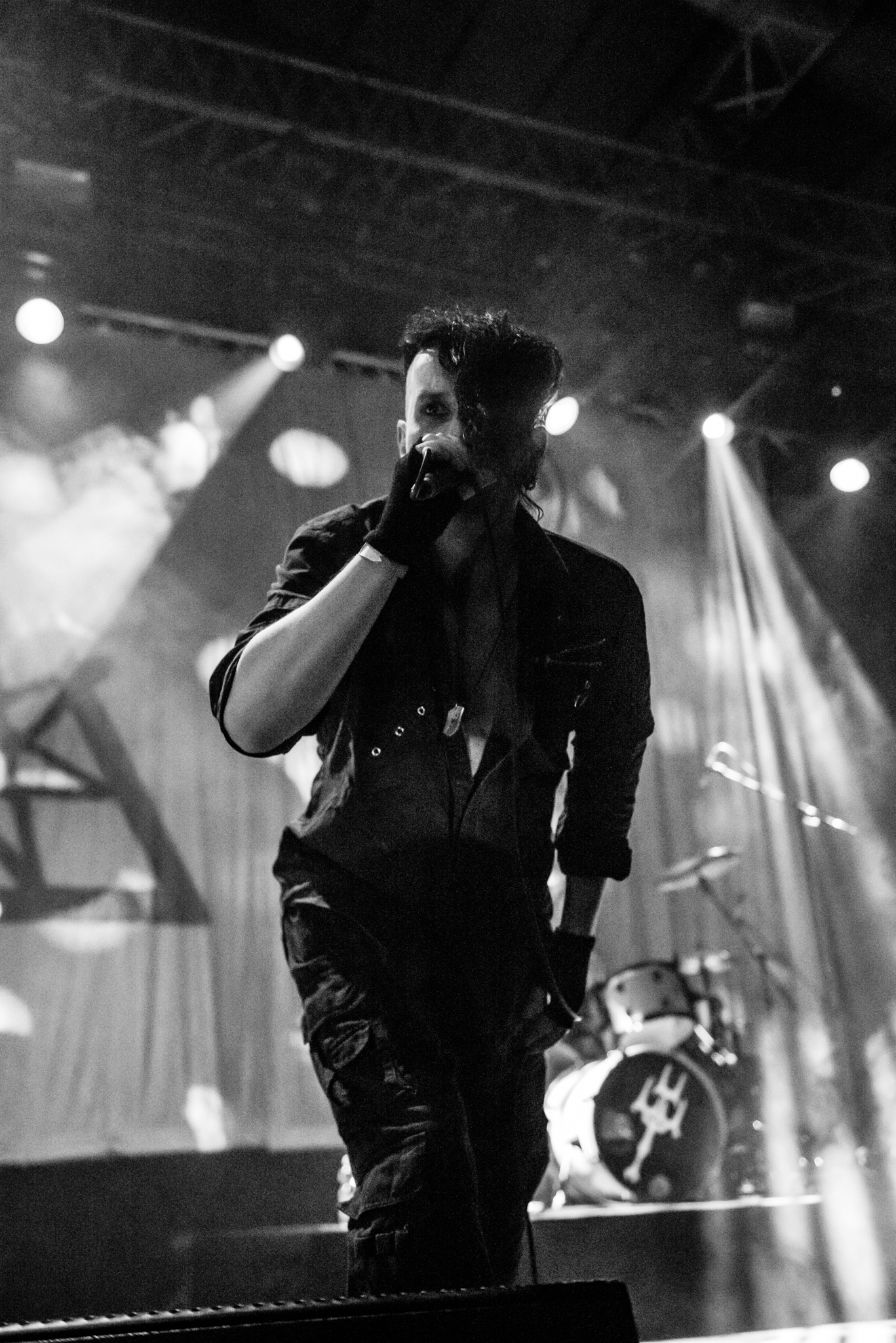
Project Pitchfork, Live @ E-tropolis.

Aufgrund persönlicher Differenzen mit der Plattenfirma Hypnobeat Records entschieden sich Pitchfork zu einem Label-Wechsel. Zur Auswahl standen unter anderem die Berliner Plattenfirma Machinery und das zu diesem Zeitpunkt neu gegründete Label Off Beat aus dem Umfeld des „Sub Line“-Musikmagazins. Die Band unterzeichnete einen Vertrag bei Off Beat, auf dem im Oktober 1993 die MCD „Carrion“ erschien. Darauf enthalten ist eine Cover-Version des Songs Circus of Death von The Human League.
Am 7. Februar 1994 wurde das Album „IO“ veröffentlicht. Bei diesem Werk war Patricia Nigiani erstmals als vollwertiges Bandmitglied integriert. Sie wirkte gesanglich an den Songs IO und The Silverthread mit. Der Albumtitel bezieht sich auf den Jupitermond „Io“ und soll die Dualität des Menschen symbolisieren.

„Dieser Mond wird von Jupiter und einem anderen Mond (Europa) zugleich angezogen. Dadurch entstehen auf seiner Oberfläche ungeheuere Spannungen, was dazu führt, dass dieser Mond ‚Io‘ fast nur am Glühen ist. Dieses Sinnbild habe ich für Menschen genommen, die von zwei Polaritäten hin- und hergerissen werden.“

Ebenso wie „Entities“ wurde die Erstauflage des Albums in einer limitierten Box mit Bonus-3"CD herausgebracht, auf der vier frühe Aufnahmen des Vorgängerprojekts Demoniac Puppets enthalten sind. Eine limitierte Doppel-LP-Edition des Albums enthält zudem eine remasterte Version des Songs Fire Trap (Live), der im Original auf dem „K.N.K.A.“-Demo von Project Pitchfork erschien. Obwohl „IO“ von journalistischer Seite aus mehrfach negativ bewertet und als stark pop-orientiert kritisiert wurde, stellte es nach Meinung vieler Fans das bis dahin inhaltlich und musikalisch ausgereifteste Werk der Band dar. Mit „IO“ gelangten Pitchfork erstmals in die deutschen Album-Charts und hielten sich dort neun Wochen. Neben Deine Lakaien waren sie damit einer der erfolgreichsten Vertreter der deutschen Electro-Wave-Szene. Im März gingen Pitchfork – nun als Trio Spilles-Scheuber-Nigiani – mit Trauma, einem Girls-Under-Glass-Seitenprojekt, auf Deutschland-Tournee. Zwei Monate später wurde der Song „Renascence“ aus dem Album „IO“ als MCD ausgekoppelt und mit Remix-Arbeiten von Ernst Horn (Deine Lakaien) und Bill Leeb (Front Line Assembly) sowie dem Song The Hint veröffentlicht, für den Yorck Eysel von Love Like Blood die Nebenstimme übernahm. Ab April tourte die Gruppe durch Tschechien, Belgien, Frankreich und die Niederlande und spielte am 20. August auf dem Bizarre-Festival im Kölner Jugendpark vor über 20.000 Zuschauern.
Für die am 1. Dezember veröffentlichte 5-Jahre-Jubiläums-Compilation des Zillo-Musikmagazins steuerten Pitchfork den Song Bodies bei. Eine Neuaufnahme des Tracks findet sich auf der EP „Corps d'Amour“.
Unterdessen arbeitete Peter Spilles zusammen mit Yorck Eysel an dem Projekt Satyagraha, das später in REC. umbenannt wurde. Aus dieser Kooperation ging im Winter 1994 das gleichnamige Album „REC.“ hervor. Weitere daran beteiligte Musiker waren Volker Zacharias, Axel Ermes und Hauke Harms von Girls Under Glass, Jürgen Jansen von The Cassandra Complex, Matthias Rewig, Dirk Scheuber und Patricia Nigiani. Für dieses Projekt war ursprünglich auch Breñal von Calva Y Nada eingeplant. Eine weitere Kooperation zwischen Spilles und Jansen mündete in dem Werk „Speedwingslowthings“. Obgleich sich Spilles stets negativ über Techno- und House-Musik äußerte und diese als „seelenlos“ und „unattraktiv“ beschrieb, gründete er zusammen mit Rewig das Techno-/Trance-Projekt Mandala und veröffentlichte noch im selben Jahr den Track Children of Chi auf genre-entsprechenden Compilations wie „Buddha Trance“. Mandala wurde später in Children of Chi umbenannt. Unter einmaliger Nutzung dieses Namens erschien 1995 der Track Dune auf der spanischen Compilation „Trancerave Ultra“.

### 1995–1997: Stilwandel und Neuformierung

#### Candyland Entertainment

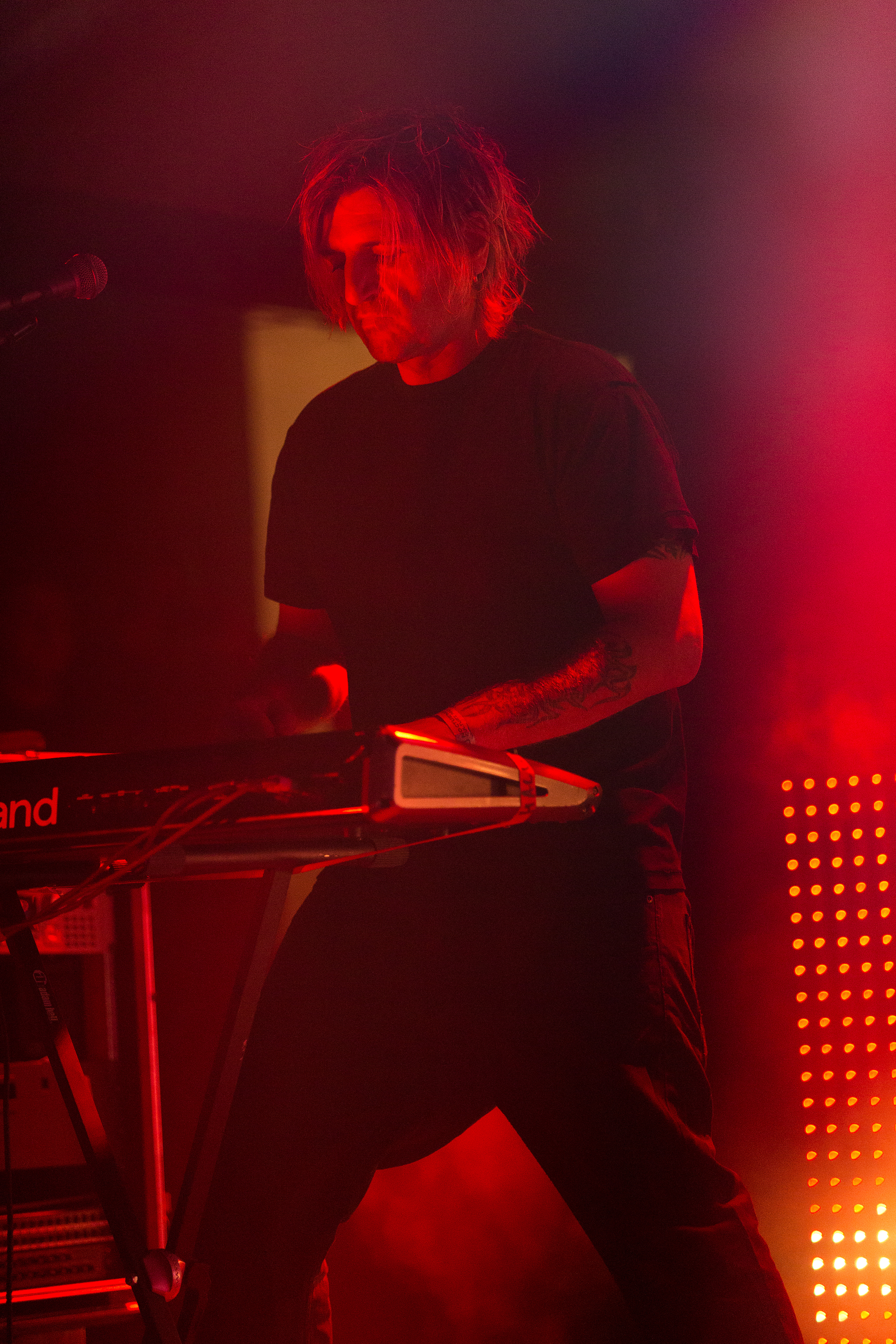
Dirk Scheuber am Keyboard.

Im Januar 1995 verließ Patricia Nigiani die Band. Sie kehrte der elektronischen Musik den Rücken und führte das Projekt Aurora Sutra mit einer neuen stilistischen Grundausrichtung alleine weiter. Im Februar brachten Off Beat das Tour-Video „Glowing Like IO“ auf den Markt. Dieses enthält auch einen Video-Clip zur 1994er Single „Renascence“. Ein zweiter, durch Front Line Assembly angefertigter „Infinity Mix“ des Songs erschien im selben Monat auf der Compilation „The Tyranny OFF the BEAT“. Gleichzeitig gaben Pitchfork Konzerte in Deutschland, Österreich und der Schweiz.
Aufgrund des apotheotischen Charakters vieler Fans stand jedoch bald die Überlegung im Raum, Project Pitchfork aufzulösen.

„Es gab mal ein Konzert, auf dem jemand zu mir sagte, dass ich für ihn Gott sei. Das ist mir innerhalb kürzester Zeit mehrmals passiert. Und da bin ich ins Grübeln gekommen, ob ich, der dafür kämpft, dass Religion als Institution als eine schwachsinnige Idee angesehen wird und dass jeder erkennt, wie wichtig das Individuum ist, nicht besser aufhöre.“

Spilles begegnete diesem Problem auf musikalischer Ebene mit dem Song Self-Knowledge, der auf der bald darauf veröffentlichten EP „Corps d'Amour“ enthalten ist.
Nachdem in den Jahren zuvor bereits mehrmals erfolglos versucht wurde, die Alben der Band für den US-amerikanischen Markt lizenzieren zu lassen (u. a. über Cheetah Records), konnte über das Label Off Beat der Kontakt zu Metropolis Records in Philadelphia hergestellt werden. Dort erschienen im Februar 1995 das Album „IO“ und ab 1998 alle nachfolgenden Werke.

„Mit den Lizenzen ist das sehr komisch dort. Du bekommst die Scheiben vielleicht in Miami oder an der Ostküste, aber wenn Du zum Beispiel in San Francisco wohnst, hast du keine Chance da ranzukommen. Der Vertrieb ist dort sehr auf einzelne Regionen beschränkt, nicht bundesweit wie bei uns. Es kommt eben auf das dortige Label und dessen Möglichkeiten an.“

Anschließend trennten sich Spilles und Scheuber von Off Beat, da sie mit deren Labelarbeit unzufrieden waren. Mit Candyland Entertainment riefen sie zusammen mit ihrem Manager Kai Lotze ihre eigene Plattenfirma ins Leben und veröffentlichten noch im April 1995 die EP „Corps d'Amour“, im September das bis dahin meistverkaufte Album „Alpha Omega“ sowie einen Monat später die Remix-EP „Ch'i“, auf der erstmals auch Techno- und Electronica-Elemente zum Einsatz kamen. Ebenso wie sein Vorgänger hielt sich „Alpha Omega“ neun Wochen lang in den Media-Control-Charts und enthält darüber hinaus den ersten deutschsprachigen Song der Band: Endzeit. Das Stück The Longing war ursprünglich für das Seitenprojekt Aurora Sutra vorgesehen. Nach dem Ausstieg aus dem Projekt schrieb es Peter Spilles für Project Pitchfork um. „Alpha Omega“ wurde innerhalb von zwei Wochen ausgearbeitet und produziert. Die Erstauflage des Albums erschien in einer auf 5.000 Exemplare limitierten Box aus Weißblech, was den Nachteil hatte, dass aufgrund der Beschaffenheit des Materials viele CDs beim Befestigen auf dem Blech-Tray in Einzelteile zersprangen. Am 9. Juni 1995 absolvierte die Band einen Auftritt beim Zillo Open Air in Rüsselsheim. Für die anstehende „Alpha Omega“-Tour fungierte die Gruppe Rammstein als Vorgruppe. Live wurden Project Pitchfork von dem Pink-Turns-Blue-Schlagzeuger Markus Giltjes unterstützt.
Für Candyland Entertainment wurden noch weitere Bands unter Vertrag genommen, darunter Philtron, La Floa Maldita und die amerikanische Band Deep Red. Das Label existiert bis heute und dient der Veröffentlichung von Pitchfork-Alben sowie später gegründeter Seitenprojekte wie IMATEM und Santa Hates You.
Im Laufe der Jahre schaffte es die Band dadurch, dass sie sich musikalisch wandelte und anderen Hörerschichten öffnete, eine breitgefächerte Hörerschaft für sich zu interessieren.

„Am Anfang wurden wir natürlich mehr von den Dark Wavern gehört. Aber das hat sich im Laufe der Zeit doch stark gewandelt. Wenn Du heute zu unseren Konzerten gehst, dann siehst Du dort alles – von gestylten Gruftis bis hin zu stinknormalen Typen im Straßen-Outfit, also Jeans und Turnschuhe. Auch altersmäßig ist da alles zwischen 15 und 45 zu finden, was uns natürlich unheimlich freut. Es ist schon toll, wenn wir mit unserer Musik so viele unterschiedliche Leute ansprechen können. Getreu unserem Band-Namen, den wir in den Anfangstagen gewählt hatten, weil wir durch unsere Musik Gedanken umwälzen wollen, hoffen wir natürlich, auch genreübergreifend für Aufmerksamkeit zu sorgen. Auch wenn immer wieder alte Fans aufgrund der musikalischen Veränderungen der Band den Rücken gekehrt haben, hat es sich doch gezeigt, dass wir auf der anderen Seite reichlich neue Leute durch unsere Musik begeistern konnten.“

Der musikalische Wandel wurde durch einen neuen Entwurf des Band-Logos unterstrichen.

#### Wandlung zur „Rockband“

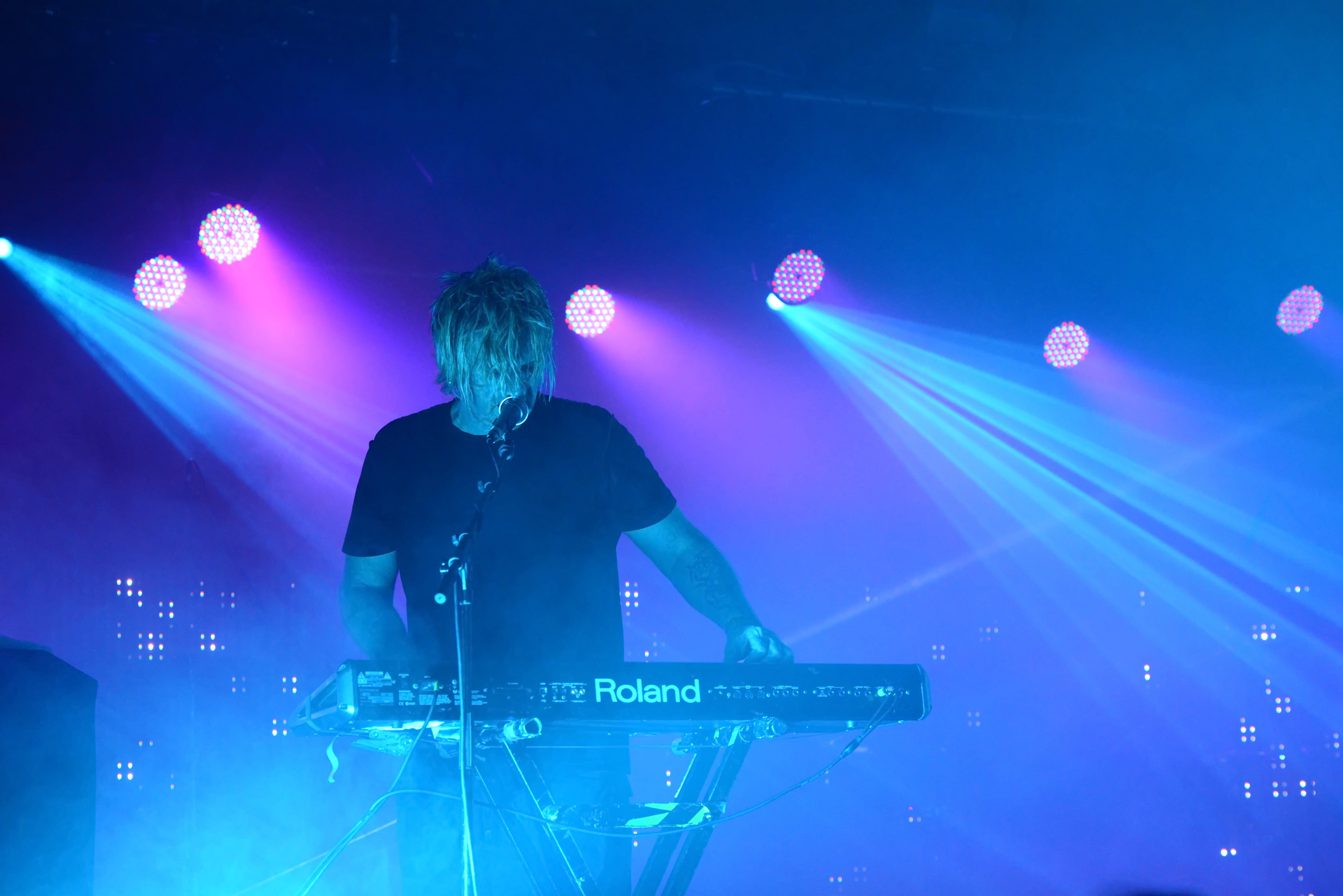
Dirk Scheuber, Live @ Amphi Festival.

1996 erschien die Retrospective-Collection „The Early Years“, die für den amerikanischen Markt bestimmt war und Material der vorangehenden Alben enthält. Regulär erhältlich war sie dort allerdings erst ab Juni 1997 über einen Lizenzvertrag mit Cleopatra Records in Los Angeles. Am 8. Juni 1996 trat die Band beim zweiten Woodstage Summer Open Air in Glauchau auf. Im Oktober erschien ein exklusiver, von Dirk Scheuber angefertigter Remix des Songs „Animal“ auf der Compilation „E-Beat – Phase II“. Am 4. November folgte die MCD „En Garde!“. Einen weiteren Vorgeschmack für das im Februar 1997 erschienene Album „!Chakra:Red!“ bot der rocklastige Song Shockwaved, den Project Pitchfork für das Goethes-Erben-Seitenprojekt Still Silent beisteuerten.
Mit „!Chakra:Red!“ wurde der Stilwandel konsequent weiterverfolgt. Das Album basiert vereinzelt auf Trip-Hop- und Drum-and-Bass-Rhythmen und wurde verstärkt um Rock- und Crossover-Elemente erweitert. Für die verwendeten Rhythmusgitarren griff die Band zum Teil auf Samples zurück. Dirk Scheuber, der sich seinerzeit durch Künstler wie Björk, Portishead, Fugazi und Monster Magnet inspiriert zeigte, wirkte seit langem wieder intensiv an einer Pitchfork-Produktion mit und spielte für die restlichen Titel die Gitarrenparts im Studio ein. Aus seiner Feder stammen die Tracks Human Crossing und Celeste. Weiteren Einfluss übte Jürgen Jansen auf das Album aus, der bereits zuvor als Produzent für Pitchfork tätig war und nun als neues Mitglied in die Band integriert wurde. Er steuerte die beiden Songs 2069 AD und Tower of Lust bei. Ebenso darauf vertreten ist eine Cover-Version des Jon-and-Vangelis-Klassikers I'll Find My Way Home. Das Stück En Garde! von der gleichnamigen MCD wurde hingegen nicht übernommen, da es laut Spilles aufgrund seines Alters nicht in das Konzept des Albums passte. Lediglich Metropolis Records entschieden sich später für eine Übernahme, da „En Garde!“ nur über Import in den Staaten erhältlich war.
„!Chakra:Red!“ ist das einzige Album, das auch in Schweden über das Label Energy Rekords erschien. Mit diesem Werk hatten sich Project Pitchfork von ihrem früheren Klangbild vollständig gelöst. Schon die 1995er EP „Corps d'Amour“ stieß bei vielen Project-Pitchfork-Anhängern aus dem Wave-Umfeld auf Ablehnung. Durch „!Chakra:Red!“ erreichte diese Entwicklung einen Tiefpunkt und die Band verlor allmählich ihr Ansehen innerhalb der Dark-Wave-Szene. Peter Spilles gab später zu:

„Wenn ich die Reaktionen betrachte, fällt auf, dass ab !Chakra:Red! die negativen Kritiken aus der Wave-/Gothic-Szene sehr laut wurden.“

Ab März 1997 gingen Project Pitchfork auf Deutschland-Tour. Für die Live-Auftritte wurden auch ältere Titel, wie Fire & Ice, The Hint, Conjure und The Island, an die neue musikalische Ausrichtung der Band angepasst. Der Ton-Mitschnitt eines Konzerts in Chemnitz erschien unter dem Titel „Live '97“ in limitierter Auflage auf CD. Die Pläne für ein offizielles „!Chakra:Red!“-Live-Video wurden verworfen, da das Filmmaterial nicht den qualitativen Anforderungen der Band entsprach.

### 1998–2004: Warner Music – die Major-Jahre

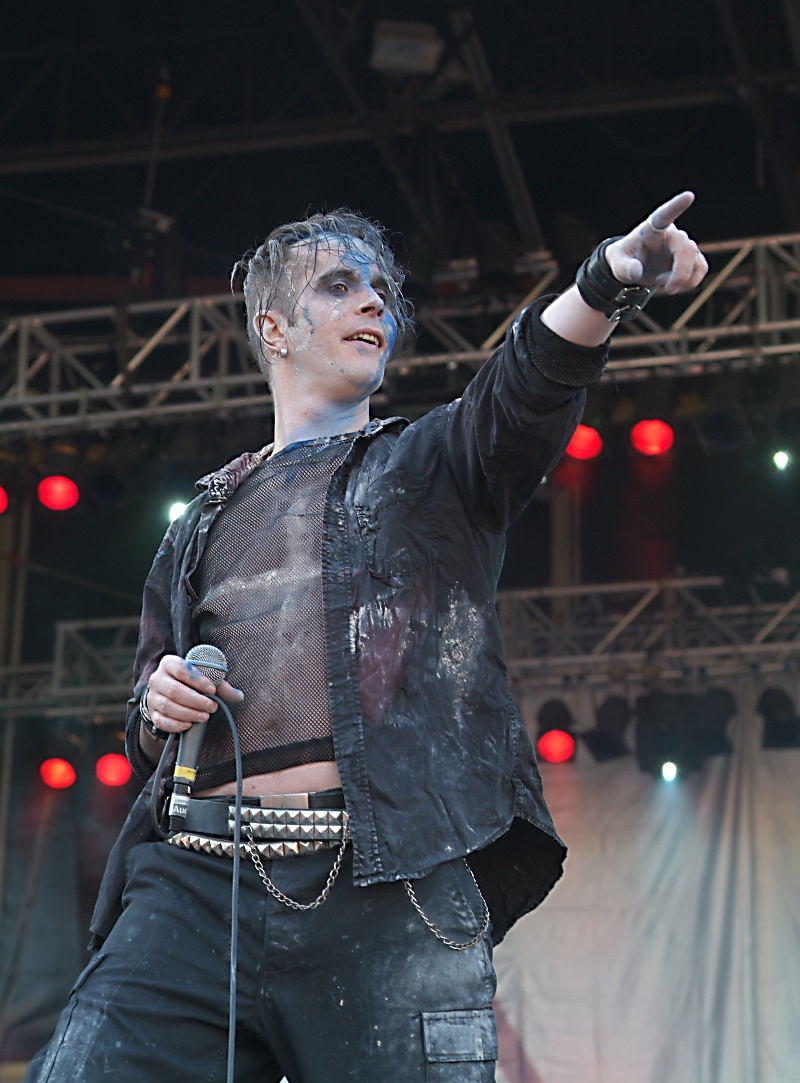
Project Pitchfork auf dem Zitarock in Berlin 2009

1998 wurden mehrere Major-Labels auf die Band aufmerksam. Project Pitchfork entschieden sich für Warner (East West), mit denen ein bis 2004 befristeter Plattenvertrag zustande kam, und veröffentlichten am 15. Juni 1998 die MCD „Steelrose“, am 14. September gefolgt von „Carnival“ und dem siebten Album „Eon:Eon“, das am 5. Oktober erschien. „Eon:Eon“ enthält vermehrt Techno-Elemente, wie etwa eine konstante Bassdrum und Hi-Hats in Dreamer und Wish, aber auch Big-Beat- und Breakbeat-Anleihen, wie bspw. in Rescue, Karma Monster und Hunted.
Der Vertrag mit East West ermöglichte der Band über Videoclips und größere PR erstmals Auftritte im Fernsehen, unter anderem bei der Liveübertragung des Benefizfestivals „Gesicht zeigen gegen Gewalt“ am 15. Dezember 2000 in Leipzig. In diesen Zeitraum fiel auch die Teilnahme am ARTE-Film „Zone Reptile“ (Arbeitstitel: „Mic dans tous ses états“, dt. „Mic außer sich“), einer Milieustudie über die Jugend in den südfranzösischen „Vorstadt-Ghettos“, bei der die Band einen Gastauftritt absolvierte. Der französische Regisseur Jérôme de Missolz war so fasziniert von den Werken der Band, ihrer Performance und Philosophie, dass er sie in seinem Film einbezog. Neben dem 12-minütigen Mitschnitt des Konzertes, das direkt für diesen Film gegeben wurde, zieht sich die Präsenz der Musik von Project Pitchfork durch den gesamten Film. Die Texte der Songs wurden benutzt, um die Gefühlswelt der Hauptdarsteller zu verdeutlichen. Sie sind somit ein wichtiger Teil der Geschichtenerzählung in diesem Werk.
2004 wurde als letzte Veröffentlichung auf Warner die aufwändig gestaltete Doppel-DVD „Live 2003“ veröffentlicht, die neben Videoclips, Kommentaren, einem Tourtagebuch und Interviews ein komplettes Livekonzert der Band enthält.

### 2005–2018: Entwicklung bis zur Gegenwart
Nachdem das zehnte Album Kaskade im Frühsommer 2005 erschienen war, veröffentlichte die Band fast ein Jahr später mit den Kompositionen „One Million Faces“ und „Wonderland“ ihr erstes Homepage-Download-Werk, das auf Wunsch der Fans ein Jahr später nochmals auf CD veröffentlicht wurde. Gleichzeitig startete Peter Spilles die beiden Seitenprojekte ImAtem und Santa Hates You.

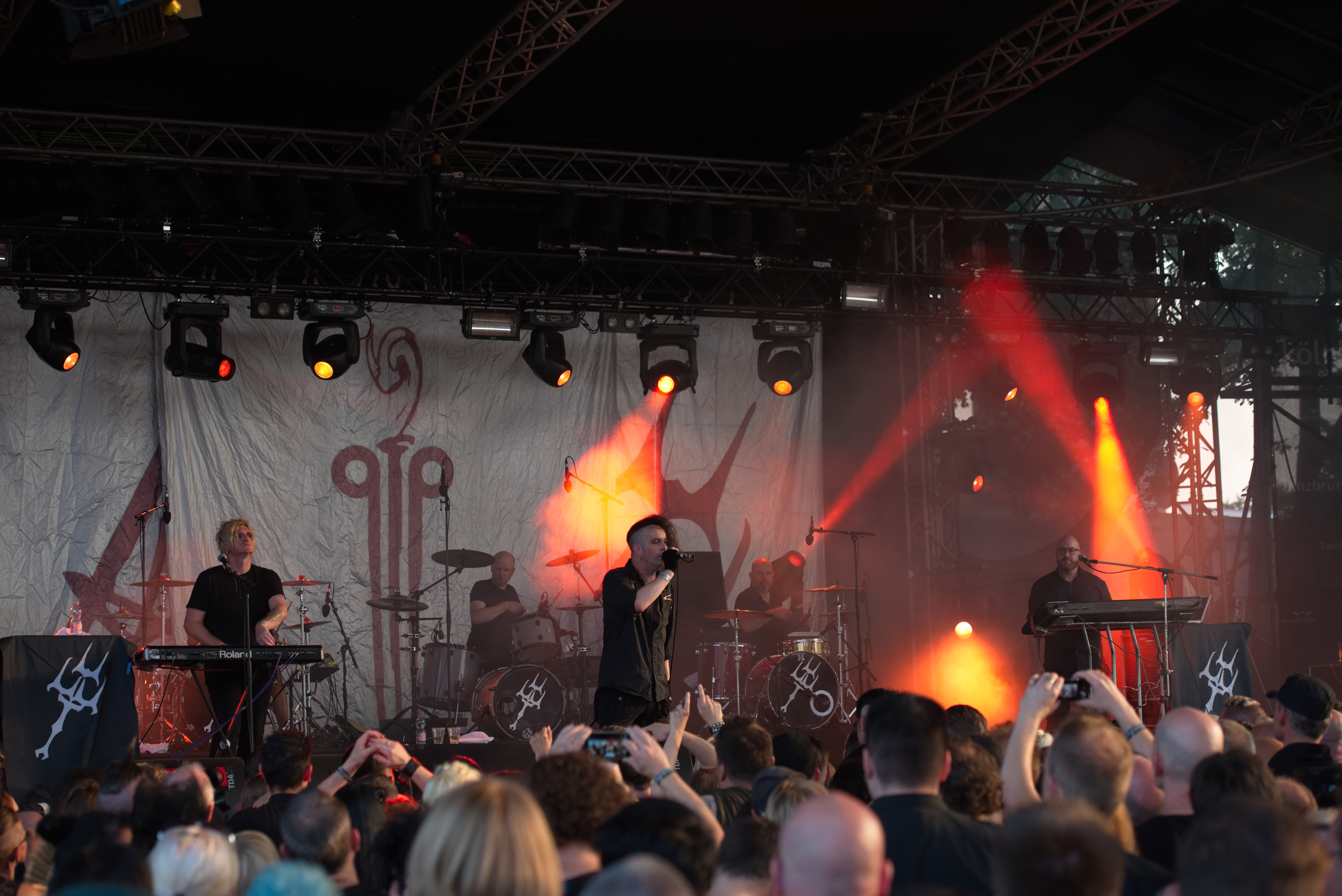
Project Pitchfork, Live @ Amphi Festival.

Mittlerweile veröffentlicht die Band ihre neuesten Werke (die MCD 'Feel!' und das Album 'Dream, Tiresias!') via Prussia Records (GSA), Karma Records (Südamerika) und Trisol (Rest der Welt).
Im Jahr 2011 ist anlässlich des zwanzigsten Jubiläums des Debütalbums eine umfangreiche Werkschau unter dem Namen "First Anthology" erschienen, die einen Überblick über die erste Schaffensphase (1991) bis zum Album "Daimonion" (2001) bietet und neben einer Biografie mit zahlreichen, bislang unveröffentlichten Fotos ausgestattet ist. Hiernach ist 2016 – zum 25. Bandjubiläum – eine weitere, ähnlich konzipierte Werkschau unter dem Namen "Second Anthology" erschienen, die die musikalische Entwicklung bis zum Album "Blood" abdeckt.
2017 erschien der italienische Spielfilm "I'm Endless Like the Space", zu dem Project Pitchfork einen Großteil des Soundtracks beisteuerten und in dem die Band auch einen Gastauftritt hatte. Das im Film zu sehende Konzert wurde in der Reithalle Dresden gefilmt.
Im Jahr 2021 gab die Band die einvernehmliche Trennung von Dirk Scheuber bekannt.

## Philosophie
Project Pitchfork legen ein besonderes Augenmerk auf die Texte und entwickelten im Laufe der Jahre dadurch eine Art eigene Philosophie, die sich unter anderem bei den geistigen Strömungen im alten Griechenland, den Ursprüngen des Christentums und fernöstlichen Religionen bedient. So werden in verschiedensten Einstellungen aus Sicht rationalerer bestimmten Lebensformen Fragen gestellt, die den aufmerksamen Hörer in Gedanken versetzen. Dabei werden Rationalität und Spiritualität vermengt, um dem geneigten Hörer neue Sichtweisen auf sich und seine Umwelt zu ermöglichen.
Geistiger Ansatz der Band ist dabei, keine Heilslehren oder neue Doktrinen zu verkündigen, sondern dem Hörer lediglich das Werkzeug für eigene Überlegungen zur Verfügung zu stellen. Der früher oft am äußeren Bezug ansetzende Zugang zu den Themen – oft in beißenden und gesellschaftskritischen Texten wie „K.N.K.A.“, „Vietnam“ oder „Box of Steel“ verpackt, die sich Umweltzerstörung, Krieg und Tierversuchen widmeten – wechselte dabei im Laufe der Zeit in einen inneren. Höhepunkt dieser Tendenz war die sog. „NUN-Trilogie“, die sich vorrangig nicht mehr mit dem „Außen“ befasste, sondern eine subjektive Auseinandersetzung mit dem „Selbst“ einforderte. Die Texte sollten nicht mehr äußere Missstände beschwören, sondern den Hörer zu sich selbst zurückführen.

„Wir möchten die Zuhörer/Besucher schon gerne wachrütteln und ihnen Gedankenanstöße geben, damit sie sich mit den in den Texten angesprochenen Problemen und Themen selber kritisch auseinandersetzen. Aber ohne dabei die Zeigefingermentalität als Prediger zu missbrauchen und unsere eigenen Meinungen als alleingültig darzustellen.“

In der Diskografie finden sich auch Lieder, die den Zustand der Angst und Furcht beschreiben, sowie einige, in denen traurige Themen mit enorm starken positiven Elementen verbunden werden.

## Diskografie

### Studioalben
| Jahr | Titel                        | Höchstplatzierung, Gesamtwochen, AuszeichnungChartsChartplatzierungen (Jahr, Titel, Platzierungen, Wochen, Auszeichnungen, Anmerkungen) | Anmerkungen                              |
| Jahr | Titel                        | DE | Anmerkungen                              |
| ---- | ---------------------------- | --- | ---------------------------------------- |
| 1990 | K.N.K.A.                     | — | Erstveröffentlichung: 1990               |
| 1991 | Dhyani                       | — | Erstveröffentlichung: 1991               |
| 1992 | Lam-’bras                    | — | Erstveröffentlichung: 1992               |
| 1992 | Entities                     | — | Erstveröffentlichung: 1992               |
| 1994 | IO                           | DE56 (9 Wo.)DE | Erstveröffentlichung: 1994               |
| 1995 | Alpha Omega                  | DE45 (9 Wo.)DE | Erstveröffentlichung: 1995               |
| 1997 | Chakra Red                   | DE53 (3 Wo.)DE | Erstveröffentlichung: 1997               |
| 1998 | Eon : Eon                    | DE14 (5 Wo.)DE | Erstveröffentlichung: 1998               |
| 2001 | Daimonion                    | DE8 (7 Wo.)DE | Erstveröffentlichung: 2001               |
| 2002 | Inferno                      | DE25 (3 Wo.)DE | Erstveröffentlichung: 2002               |
| 2005 | Kaskade                      | DE66 (1 Wo.)DE | Erstveröffentlichung: 2005               |
| 2007 | Wonderland/One Million Faces | — | Erstveröffentlichung: 2007               |
| 2009 | Dream, Tiresias!             | DE58 (1 Wo.)DE | Erstveröffentlichung: 27. Februar 2009   |
| 2010 | Continuum Ride               | DE21 (1 Wo.)DE | Erstveröffentlichung: 23. Juli 2010      |
| 2011 | Quantum Mechanics            | DE12 (1 Wo.)DE | Erstveröffentlichung: 2011               |
| 2013 | Black                        | DE15 (1 Wo.)DE | Erstveröffentlichung: 25. Januar 2013    |
| 2014 | Blood                        | DE19 (1 Wo.)DE | Erstveröffentlichung: 19. September 2014 |
| 2016 | Look Up, I’m Down There      | DE41 (1 Wo.)DE | Erstveröffentlichung: 28. Oktober 2016   |
| 2018 | Akkretion                    | DE21 (2 Wo.)DE | Erstveröffentlichung: 26. Januar 2018    |
| 2018 | Fragment                     | DE28 (1 Wo.)DE | Erstveröffentlichung: 26. Oktober 2018   |
| 2024 | Elysium                      | DE3 (1 Wo.)DE | Erstveröffentlichung: 28. März 2024      |

### Livealben
- 1997: Live`97 (limitiert auf 3.000 Stück)
- 2003: Live 2003

### Kompilationen
| Jahr | Titel            | Höchstplatzierung, Gesamtwochen, AuszeichnungChartsChartplatzierungen (Jahr, Titel, Platzierungen, Wochen, Auszeichnungen, Anmerkungen) | Anmerkungen                            |
| Jahr | Titel            | DE | Anmerkungen                            |
| ---- | ---------------- | --- | -------------------------------------- |
| 2011 | First Anthology  | DE91 (1 Wo.)DE | Erstveröffentlichung: 2011             |
| 2016 | Second Anthology | DE54 (1 Wo.)DE | Erstveröffentlichung: 26. Februar 2016 |

Weitere Kompilationen
- 1996: The Early Years (limitiert auf 10.000 Stück)
- 2001: Collector – Lost and Found
- 2003: Collector – Fireworks and Colorchange

### EPs
| Jahr | Titel              | Höchstplatzierung, Gesamtwochen, AuszeichnungChartsChartplatzierungen (Jahr, Titel, Platzierungen, Wochen, Auszeichnungen, Anmerkungen) | Anmerkungen                |
| Jahr | Titel              | DE | Anmerkungen                |
| ---- | ------------------ | --- | -------------------------- |
| 2002 | View from a Throne | DE56 (4 Wo.)DE | Erstveröffentlichung: 2002 |
| 2002 | Trialog            | DE63 (2 Wo.)DE | Erstveröffentlichung: 2002 |

Weitere EPs
- 1993: Souls/Island
- 1995: Corps d’Amour
- 1995: Ch’i

### Singles
| Jahr | Titel Album                 | Höchstplatzierung, Gesamtwochen, AuszeichnungChartsChartplatzierungen (Jahr, Titel, Album, Platzierungen, Wochen, Auszeichnungen, Anmerkungen) | Anmerkungen                         |
| Jahr | Titel Album                 | DE | Anmerkungen                         |
| ---- | --------------------------- | --- | ----------------------------------- |
| 1998 | Steelrose Eon : Eon         | DE46 (5 Wo.)DE | Erstveröffentlichung: 21. Juli 1998 |
| 1998 | Carnival Eon : Eon          | DE32 (4 Wo.)DE | Erstveröffentlichung: 1998          |
| 1999 | I Live Your Dream Eon : Eon | DE53 (4 Wo.)DE | Erstveröffentlichung: 1999          |
| 2001 | Existence Daimonion         | DE33 (5 Wo.)DE | Erstveröffentlichung: 2001          |
| 2001 | Timekiller Daimonion        | DE71 (2 Wo.)DE | Erstveröffentlichung: 2001          |

Weitere Singles
- 1991: Precious New World (limitiert auf 500 Stück)
- 1991: Psychic Torture (limitiert auf ca. 1200 Stück)
- 1993: Carrion
- 1994: Renascence
- 1996: En Garde!
- 1998: Little Eon
- 2001: Existence – Remixes
- 2005: Altera Forma remixes Project Pitchfork
- 2006: Wonderland
- 2006: One Million Faces
- 2006: Ich will leben (mit Unheilig)
- 2007: Wonderland/One Million Faces
- 2008: Earth Song (Sara Noxx feat. Project Pitchfork)
- 2009: Feel
- 2010: Remixed

### Videoalben
- 1992: Va I Luce (Eno Nol Si Unir) (VHS, limitiert auf 250 Stück)
- 1993: Entities Tour (VHS)
- 1995: Glowing Like IO (VHS)
- 1996: Alpha Omega Live (VHS)
- 1999: Live '99 (VHS)
- 2002: Collector – Adapted for the Screen (DVD)
- 2004: Live 2003 (DVD)

### Weitere Veröffentlichungen

#### Alternativ-Versionen / Remixe
- 1990: 2nd Step auf German Mystic Sound Sampler Volume I
- 1991: Inside (Cellar Version 1988) auf 040 – Hamburg Strikes Back!
- 1992: Caught in the Abattoir auf Hy! From Hypnotic to Hypersonic (limitiert auf 4.500 Stück)
- 1994: Bodies auf 5 Jahre Zillo. Jubiläums-Compilation (1989-1994)
- 1995: Renascence (Infinity Mix by Front Line Assembly) auf The Tyranny OFF the BEAT
- 1996: The Animal (Remix) auf E-Beat – Phase II
- 2005: Schall und Rauch (Oscillator Mix) auf ZilloScope 06/2005
- 2009: Feel! (Sonic Seducer Remix) auf Cold Hands Seduction 91
- 2009: Feel! (The Eternal Afflict Remix) auf Gothic File Vol. 7
- 2012: Lament (Electronic Saviors Remix) auf Electronic Saviors Vol. 2

#### Promo-Singles
- 1997: 2069 A.D.
- 2001: Awakening
- 2005: Schall und Rauch
- 2011: Lament

#### Demoniac Puppets (Project-Pitchfork-Vorgängerprojekt)
- 1988: Embryonal Thoughts (MC, ca. 40 Stück)
- 1989: Feary Tales (MC, ca. 15 Stück)

#### Gastbeiträge
- 1993: Light My Fire (Lizard King)
- 1994: Le chant de la baleine (Trauma)
- 1996: Shockwaved (Still Silent)
- 2004: Ohne dich (Girls Under Glass)
- 2006: Ich will leben (Unheilig)
- 2008: Earth Song (Sara Noxx)
- 2010: Creep (Noisuf-X)

#### Sonstiges
- 1996: Pictorial (38-seitiger Bildband)
- 2005: Russian Existence – A Tribute to Project Pitchfork (CD)